# 于索 (德塞夫勒省)
于索（法語：Usseau，法語發音：[yso]）是法国德塞夫勒省的一个旧市镇，属于尼奥尔区。2019年，于索与临近的2个市镇合并为新市镇瓦勒迪米尼翁，于索为新市镇行政中心。

## 地理
于索（46°10'26"N, 0°34'48"W）面积16.24 平方千米，位于法国新阿基坦大区德塞夫勒省，该省份为法国西部内陆省份，北起曼恩-卢瓦尔省，西接旺代省，南至夏朗德省和滨海夏朗德省，东临维埃纳省。
与于索接壤的市镇（或旧市镇、城区）包括：圣萨蒂南迪布瓦、普里塞-拉沙里耶尔、拉富瓦蒙若、米尼翁河畔莫泽、普里耶尔、拉罗谢纳尔、米尼翁河畔托里尼。

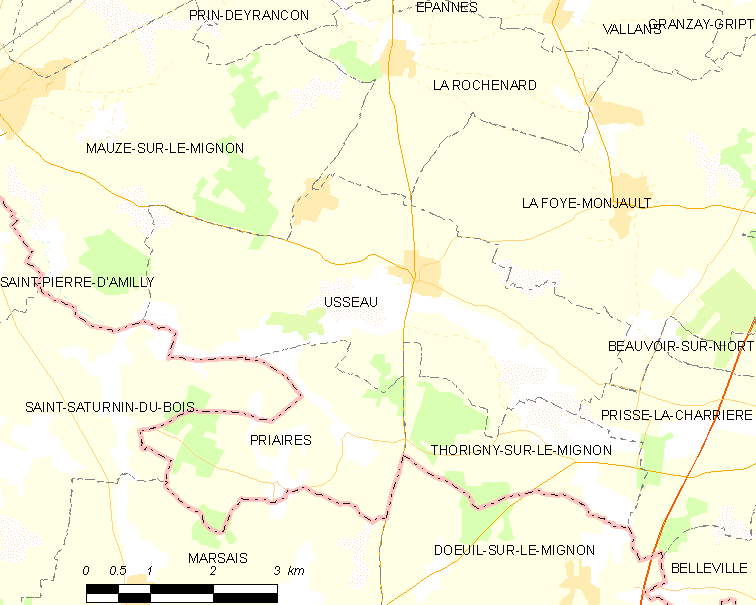
的OSM定位图

于索的时区为UTC+01:00、UTC+02:00（夏令时）。

## 行政
于索的邮政编码为79210，INSEE市镇编码为79334。

## 政治
于索所属的省级选区为米尼翁-布托讷县。

## 人口

1962-2008年间人口变化图示

于索于2018年1月1日时的人口数量为869人。